# 2006年威斯特彻斯特县龙卷风
2006年威斯特彻斯特县龙卷风是有纪录以来美国纽约州威斯特彻斯特县最强烈、规模最大的龙卷风，于2006年7月12日在纽约州着陆，然后行进了21公里进入康涅狄格州西南部，一共行经两个州，持续时间为33分钟。这场龙卷风于北美东部时区下午15点30分（协调世界时晚上19点30分）在哈德逊河岸着陆，接下来变成海龙卷风前进了5公里穿过该河。上岸后，龙卷风进入威斯特彻斯特县并以F1级强度袭击了斷頭谷。穿过该镇后，系统增强为F2级龙卷风，直径增大到近400米。龙卷风继续穿越该县直至于下午16点01分（晚上20点01分）进入康涅狄格州，并很快于下午16点03分（晚上20点03分）在该州的格林尼治消散。这场龙卷风是自1950年以来已知进入威斯特彻斯特县或在该县着陆的第八个龙卷风。
龙卷风摧毁谷仓和仓库，震碎大型彩绘玻璃窗，许多商铺受损，成千上万的树木连根拔起，经济损失总额约为1210万美元。所幸无人丧生，共六人受伤。

## 气象简介

北美东部时区下午15点45分，气象雷达显示超级单体生成龙卷风的动画

7月12日，新泽西州东部上空受安大略西南部地面低气压区影响发展出超级单体雷暴。三州地区昼间的炎热天气令系统变得不稳定，这也是发展阵雨和雷阵雨的关键因素。由于这样的环境很有利于龙卷风的发展，美国风暴预报中心于北美东部时区中午12点40分（下午16点40分）发布龙卷风预警。下午14点（下午18点）左右已形成强烈雷暴，并于下午14点45分（下午18点45分）左右在博根縣的卡尔士达特（Carlstadt）附近生成漏斗云，但没有造成损失。这股风暴在进入纽约州的过程中增强并发展成超级单体，约15分钟后，罗克兰县南部和威斯特彻斯特县收到龙卷风警报并持续到下午16点15分（晚上21点15分）。到了下午15点30分（晚上19点30分）左右，一个级龙卷风在罗克兰县哈德逊河沿岸着陆，风暴宽度为91米，在码头着陆。龙卷风接下来入河变成海龙卷风，然后向斜对岸行进5公里后穿过该河，在塔潘奇伊桥（Tappan Zee Bridge）附近经过后进入威斯特彻斯特县，成为该县有纪录以来的第八场龙卷风。
龙卷风于下午15点37分（晚上19点37分）左右袭击断头谷，有报告显示两分钟后龙卷风外围的阵风风速为每小时93公里。系统在接近纽约州9A公路时达到级强度并袭击了一个橱柜公司仓库，产生的风速高达每小时253公里，估计有274米宽，是威斯特彻斯特县有纪录以来最强烈的龙卷风，不过之后很快就减弱为级强度。随着龙卷风靠近纽约州和康涅狄格州边界，瓦尔哈拉（Valhalla）的肯西科水库（Kensico Reservoir）有报告受到轻微损伤。整场风暴在威斯特彻斯特县内行进的路途全长约为13公里。系统经两州边界进入費爾菲爾德縣后进一步减弱，于下午16点03分（晚上20点03分）在格林尼治升空，其在康涅狄格州内行进的距离约为3.2公里。系统之后不久在梅里特大道（Merritt Parkway）附近还出现了一次短暂的着陆。这场龙卷风总计持续了33分钟，行经两个州，行程21公里。

## 影响

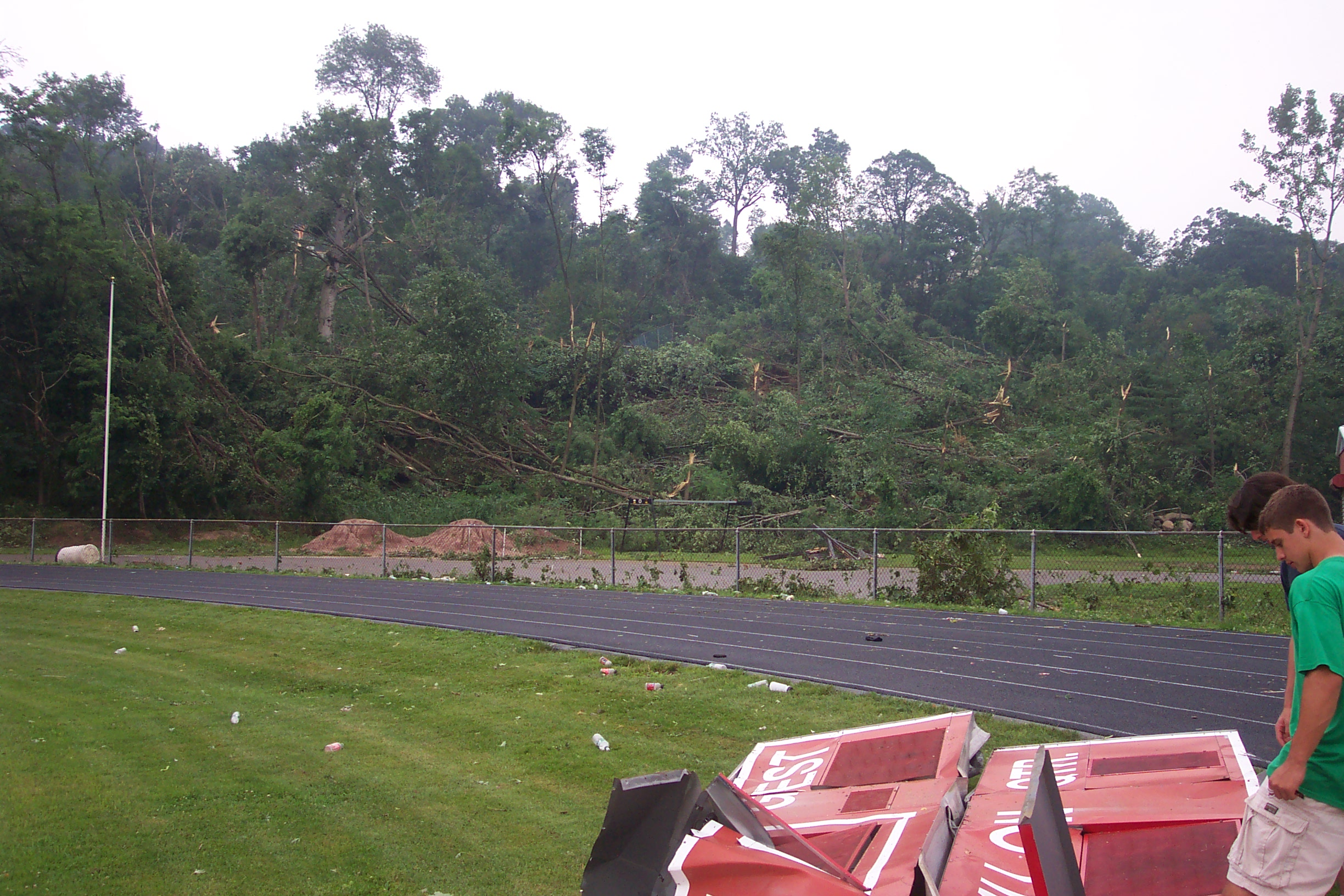
龙卷风给一片森林造成的损害

这场龙卷风行经罗克兰县、威斯特彻斯特县和費爾菲爾德縣，成千上万的树木被刮倒甚至连根拔起，还有多幢建筑物受损，其中一个橱柜公司仓库受到了严重的结构性破坏。报告统计共有6人受伤，经济损失达1210万美元。
经报道，罗克兰县遭受轻度损失，有一个码头和一艘小船受损。龙卷风穿越哈德逊河后进入威斯特彻斯特县，这里受到的破坏最为严重。断头谷有多家商户和民宅的屋顶受损，壁板被撕裂。阿维拉教会圣德勒撒教堂一扇三米高的彩绘玻璃窗被震碎。然后波坎蒂克山（Pocantico Hills）受到强度达级的龙卷风袭击，许多树木被连根拔起，还有两个谷仓被毁。加利福尼亚州橱柜公司的一个仓库受到严重的结构性破坏，两面混凝土墙被毁。仓库中的工作人员在龙卷风来袭时用作避难所的楼梯间倒塌，导致4人受伤。建筑物的混凝土块被风吹飞，其中有些击中了附近停车场的多辆汽车。附近一家舒适客栈（Comfort Inn）部分屋顶被掀开。橱柜公司仓库附近的一所学校在收看龙卷风警报后进行疏散。

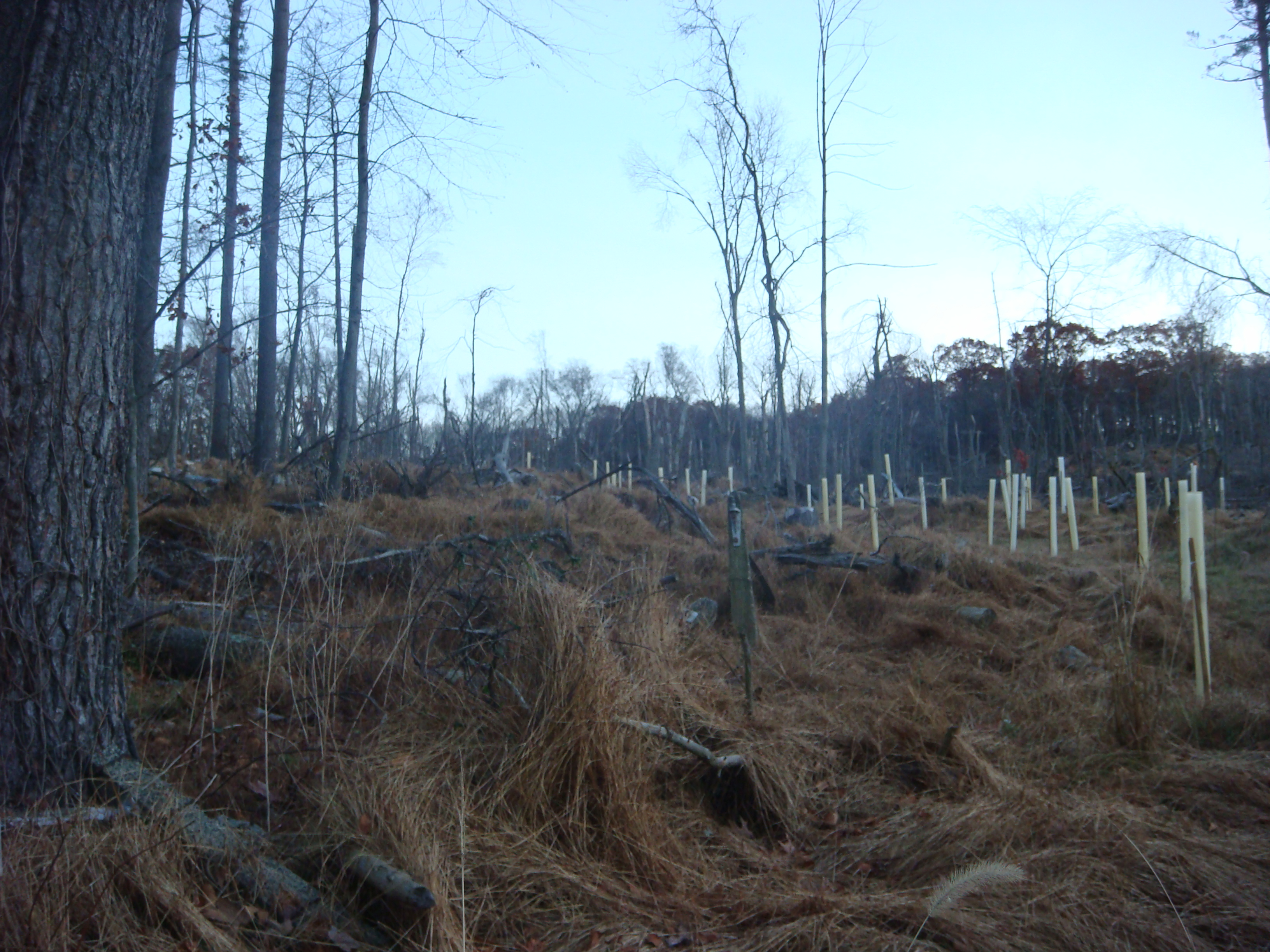
受龙卷风影响的一片有许多树木倒下的区域，这些地区重新栽上树苗，并且用白色的管子支撑。

龙卷风穿过纽约州公路时将一辆州警用车抬起并连续翻滚了好几圈才倒在地上，幸运的是车内警员只受了轻伤。风暴朝东北偏北方向行进并袭击了芒特普莱森特（Mount Pleasant）和霍桑，许多树木受损，并有部分建筑受到轻微的结构性损伤。锯木厂河滨大道沿途受到的损害迫使官员关闭了芒特普莱森特附近的一段高速公路。树木倒在街道和铁轨上，大都會北方鐵路因此必须中止运营，导致严重的交通延误。龙卷风接下来经过瓦尔哈拉的肯西科水库后进入康涅狄格州，刮倒了多条电线杆，导致近万居民家中停电。这场龙卷风共导致纽约州6人轻伤，经济损失共计1010万美元。
进入康涅狄格州費爾菲爾德縣小镇格林尼治后龙卷风进一步减弱，但其在该州行进的3.2公里路程上还是拔起或折断了数以千计的树木。多幢建筑物受到轻度损伤，整个格林尼治有1700位居民家中停电，六条道路被阻塞。受损的区域主要集中在小镇的西北部。该州共计受到的经济损失数额为200万美元。

## 余波
龙卷风过后，断头谷市长宣布全镇范围进入紧急状态。两百名急救人员对这场风暴作出响应。聯合愛迪生電力公司（Consolidated Edison）派工作人员前往修复倒塌的电线杆，恢复道路畅通。次日晚上，威斯特彻斯特县原本一万户停电的居民家中已经基本恢复，只有600户尚未通电。该县还在风暴过后开放了紧急行动中心加以响应。龙卷风过去两天后，大部分道路都已畅销，所有地区的供电都已恢复。不过位于柏油村的一条休闲小径因有多棵树木倒塌，预计还需再过两个星期才能开放。大都會北方鐵路将前往上哈林区的线路列车暂停运营至下午17点（晚上21点）以便清除铁轨上的瓦砾，之前已经上车的旅客则由客车转送至目的地。到了晚上19点（晚上23点），所有列车都已恢复运营。